# 圣安东尼奥-迪热苏斯
圣安东尼奥-迪热苏斯是巴西巴伊亚州的一个市镇。总面积259.213平方公里，总人口86876人，人口密度335.2人/平方公里。